# Yori Boy Campas
Luis Ramón «Yory Boy» Campas (Navojoa, Sonora, 6 de agosto de 1971) es un boxeador mexicano que ganó el título de Peso superwélter de la FIB.

## Inicios
Nativo de Navojoa, obtuvo su apodo de Yori (hombre blanco en lengua MAYO), cuando estaba joven y empezó a entrenar en el gimnasio, esos días impresionó a sus entrenadores "Chava Mendoza y Gilberto Marquez", quienes empezaron a apodarlo Yori Boy.

### Carrera de 100 Victorias
El 30 de marzo de 2012 alcanzó cien victorias en su carrera con un nocaut en el segundo round en contra de Mauro Lucero. La victoria le dio a campas su victoria número 79 por la vía rápida dejando su récord en 100-16-1

## Récord Profesional
| 101 Ganadas (81 knockouts), 17 Derrotas, 3 Empates |          |                             |      |               |            |                                                                 |                                                                  |
| Res.                                               | Record   | Rival                       | Tipo | Round, Tiempo | Día        | Lugar                                                           | Notas                                                            |
| E                                                  | 101-17-3 | Octavio Castro              | TD   | 2 (10)        | 2013-10-04 | Explanada Tecate, Navojoa, Sonora, México                       |                                                                  |
| E                                                  | 101-17-2 | Cristian Solano             | TD   | 10 (10)       | 2013-06-28 | Forum del Mayo, Navojoa, Sonora, México                         |                                                                  |
| G                                                  | 101-17-1 | Gabriel Alejandro Martínez  | SD   | 10            | 2013-02-15 | Forum del Mayo, Navojoa, Sonora, México                         |                                                                  |
| D                                                  | 100-17-1 | Les Sherrington             | UD   | 12            | 2012-07-28 | Gold Coast Convention Centre, Broadbeach, Queensland, Australia | For vacant WBF & vacant IBF Pan Pacific Middleweight titles.     |
| G                                                  | 100-16-1 | Mauro Lucero                | KO   | 2 (10), 2:32  | 2012-03-30 | Cancha Municipal, Navojoa, Sonora, México                       |                                                                  |
| D                                                  | 99-16-1  | Jorge Cota                  | KO   | 8 (10), 2:52  | 2011-11-19 | Estadio Centenario, Los Mochis, Sinaloa, México                 |                                                                  |
| G                                                  | 99-15-1  | Marcelo Angelano Rodríguez  | TKO  | 3 (10), 2:23  | 2011-08-06 | Gimnasio Municipal, Navojoa, Sonora, México                     | Won vacant WBA Fedelatin Super Welterweight Title.               |
| G                                                  | 98-15-1  | Rogelio Medina              | TKO  | 6 (10)        | 2011-06-17 | Explanada Tecate, Navojoa, Sonora, México                       |                                                                  |
| G                                                  | 97-15-1  | Octavio Castro              | UD   | 10            | 2011-04-15 | Cancha Municipal, Navojoa, Sonora, México                       |                                                                  |
| G                                                  | 96-15-1  | Matt Vanda                  | UD   | 10            | 2011-02-18 | Cancha Municipal, Navojoa, Sonora, México                       |                                                                  |
| G                                                  | 95-15-1  | Esteban Camou               | TKO  | 5 (10), 0:10  | 2010-12-17 | Explanada Tecate, Navojoa, Sonora, México                       |                                                                  |
| G                                                  | 94-15-1  | Juergen Hartenstein         | TKO  | 2 (12), 2:25  | 2010-09-17 | Forum del Mayo, Navojoa, Sonora, México                         |                                                                  |
| G                                                  | 93-15-1  | Taronze Washington          | UD   | 6             | 2010-07-15 | Escapade 2001, Houston, Texas, Estados Unidos                   |                                                                  |
| D                                                  | 92-15-1  | Hector Camacho Jr.          | SD   | 12            | 2009-10-30 | Don Haskins Convention Center, El Paso, Texas, Estados Unidos   |                                                                  |
| E                                                  | 92-14-1  | Hector Camacho              | SD   | 8             | 2009-05-09 | DoubleTree Hotel, Orlando, Florida, Estados Unidos              |                                                                  |
| D                                                  | 92-14    | Marcos Reyes                | MD   | 12            | 2009-03-21 | Gimnasio Rodrigo Quevedo, Chihuahua, Chihuahua, México          | vacant WBC FECOMBOX Middleweight Title on the line.              |
| D                                                  | 92-13    | Saul Roman                  | RTD  | 9 (12), 3:00  | 2008-11-08 | Auditorio Municipal, Tijuana, Baja California, México           |                                                                  |
| G                                                  | 92-12    | Alejandro García            | KO   | 1 (10), 1:48  | 2008-06-21 | Auditorio Municipal, Tijuana, Baja California, México           |                                                                  |
| D                                                  | 91-12    | Matthew Macklin             | UD   | 12            | 2008-03-22 | National Stadium, Dublín, Irlanda                               |                                                                  |
| D                                                  | 91-11    | Amin Asikainen              | TKO  | 7 (10), 0:56  | 2008-02-01 | Toolo Sports Hall, Helsinki, Finlandia                          |                                                                  |
| G                                                  | 91-10    | Fernando Vela               | TKO  | 5 (10), 1:36  | 2007-11-30 | Jacob Brown Auditorium, Brownsville, Texas, Estados Unidos      |                                                                  |
| G                                                  | 90-10    | Norberto Bravo              | UD   | 10            | 2007-08-31 | Casino Del Sol, Tucson, Arizona, Estados Unidos                 | Won vacant IBA Americas Super Welterweight Title.                |
| G                                                  | 89-10    | Billy Lyell                 | UD   | 10            | 2007-06-15 | Chevrolet Centre, Youngstown, Ohio, Estados Unidos              |                                                                  |
| D                                                  | 88-10    | Eromosele Albert            | UD   | 12            | 2007-05-02 | Mahi Temple Shrine Auditorium, Miami, Florida, Estados Unidos   |                                                                  |
| D                                                  | 88–9     | John Duddy                  | UD   | 12            | 2006-09-29 | Madison Square Garden, Nueva York, Nueva York, Estados Unidos   | IBA Middleweight Title on the line.                              |
| G                                                  | 88–8     | Miguel Hernández            | RTD  | 5 (10), 3:00  | 2006-07-15 | Fifth Third Ballpark, Comstock Park, Michigan, Estados Unidos   |                                                                  |
| G                                                  | 87–8     | Esteban Camou               | TKO  | 6 (12), 1:34  | 2005-09-30 | Explanada Tecate, Navojoa, Sonora, México                       |                                                                  |
| D                                                  | 86–8     | Matt Vanda                  | SD   | 12            | 2005-06-24 | Target Center, Mineápolis, Minnesota, Estados Unidos            | Won vacant IBA Americas Super Welterweight Title on the line.    |
| G                                                  | 86–7     | Rigoberto Placencia         | KO   | 2 (12), 1:34  | 2005-04-07 | Hilton Convention Center, Burbank, California, Estados Unidos   | Retained WBC Mundo Hispano Middleweight Title.                   |
| D                                                  | 85–7     | Eric Regan                  | UD   | 12            | 2005-01-21 | Feather Falls Casino, Oroville, California, Estados Unidos      | IBA Continental Middleweight Title on the line.                  |
| G                                                  | 85–6     | Raul Munoz                  | UD   | 8             | 2004-11-06 | Glendale Arena, Phoenix, Arizona, Estados Unidos                |                                                                  |
| G                                                  | 84–6     | Gabriel Holguin             | MD   | 10            | 2004-10-15 | Casino Del Sol, Tucson, Arizona, Estados Unidos                 | Won WBC Mundo Hispano Middleweight Title.                        |
| G                                                  | 83–6     | Andres Pacheco              | SD   | 10            | 2004-07-09 | Don Haskins Convention Center, El Paso, Texas, Estados Unidos   |                                                                  |
| G                                                  | 82–6     | Anthony Shuler              | TKO  | 1 (12), 1:16  | 2004-05-08 | Dodge Theater, Phoenix, Arizona, Estados Unidos                 | Won vacant IBA Americas Super Welterweight Title.                |
| G                                                  | 81–6     | Dumont Welliver             | SD   | 10            | 2004-03-26 | Dodge Theater, Phoenix, Arizona, Estados Unidos                 | Won vacant IBA Americas Super Welterweight Title.                |
| D                                                  | 80–6     | Oscar De La Hoya            | TKO  | 7 (12), 2:54  | 2003-05-03 | Mandalay Bay Resort & Casino, Las Vegas, Nevada, Estados Unidos | WBA Super World/WBC Super Welterweight World Titles on the line. |
| G                                                  | 80–5     | George Klinesmith           | KO   | 2 (10), 1:57  | 2002-11-15 | Laredo Entertainment Center, Laredo, Texas, Estados Unidos      |                                                                  |
| D                                                  | 79–5     | Daniel Santos               | TKO  | 11 (12), 2:54 | 2002-03-16 | Bally's Las Vegas, Las Vegas, Nevada, Estados Unidos            | vacant WBO Super Welterweight World Title on the line.           |
| G                                                  | 79–4     | Roni Martínez               | TKO  | 5 (10)        | 2001-09-30 | Grand Victoria Casino, Rising Sun, Indiana, Estados Unidos      |                                                                  |
| G                                                  | 78–4     | Chris Sande                 | UD   | 10            | 2001-06-16 | Centro de Usos Múltiples, Hermosillo, Sonora, México            |                                                                  |
| G                                                  | 77–4     | Tony Menefee                | TKO  | 4 (10), 3:00  | 2001-02-25 | Greyhound Park, Phoenix, Arizona, Estados Unidos                |                                                                  |
| G                                                  | 76–4     | Rob Bleakley                | TKO  | 4 (10), 0:51  | 2000-11-19 | Midnight Rodeo, Phoenix, Arizona, Estados Unidos                |                                                                  |
| G                                                  | 75–4     | Tony Ayala, Jr.             | RTD  | 8 (10), 0:51  | 2000-07-28 | Freeman Coliseum, San Antonio, Texas, Estados Unidos            |                                                                  |
| D                                                  | 74–4     | Oba Carr                    | TKO  | 8 (10), 3:00  | 2000-03-04 | Mandalay Bay Resort & Casino, Las Vegas, Nevada, Estados Unidos |                                                                  |
| G                                                  | 74–3     | Rudy Lovato                 | TKO  | 5 (10), 3:00  | 1999-11-20 | Paradise Casino, Yuma, Arizona, Estados Unidos                  |                                                                  |
| G                                                  | 73–3     | Ronald Weaver               | UD   | 10            | 1999-06-26 | Mandalay Bay Resort & Casino, Las Vegas, Nevada, Estados Unidos |                                                                  |
| D                                                  | 72–3     | Fernando Vargas             | RTD  | 7 (12), 3:00  | 1998-12-12 | Trump Taj Mahal, Atlantic City, Nueva Jersey, Estados Unidos    | Lost IBF Super Welterweight World Title.                         |
| G                                                  | 72–2     | Larry Barnes                | TKO  | 3 (12), 3:00  | 1998-09-18 | Thomas & Mack Center, Las Vegas, Nevada, Estados Unidos         | Retained IBF Super Welterweight World Title.                     |
| G                                                  | 71–2     | Pedro Ortega                | TKO  | 11 (12), 1:52 | 1998-06-05 | Auditorio Municipal, Tijuana, Baja California, México           | Retained IBF Super Welterweight World Title.                     |
| G                                                  | 70–2     | Anthony Stephens            | RTD  | 3 (12), 3:00  | 1998-03-23 | Foxwoods Resort, Mashantucket, Connecticut, Estados Unidos      | Retained IBF Super Welterweight World Title.                     |
| G                                                  | 69–2     | Raul Marquez                | TKO  | 8 (12), 2:29  | 1997-12-06 | Auditorio Municipal, Tijuana, Baja California, México           | Won IBF Super Welterweight World Title.                          |
| G                                                  | 68–2     | Verdell Smith               | UD   | 10            | 1997-07-11 | Memorial Auditorium, Sacramento, California, Estados Unidos     |                                                                  |
| G                                                  | 67–2     | Chris Sande                 | UD   | 10            | 1997-06-02 | Memorial Auditorium, Sacramento, California, Estados Unidos     |                                                                  |
| G                                                  | 66–2     | Rito Ruvalcaba              | TKO  | 5 (?), ?:??   | 1997-02-21 | Memorial Auditorium, Sacramento, California, Estados Unidos     |                                                                  |
| G                                                  | 65–2     | Fidel Avendano              | TKO  | 2 (?), ?:??   | 1996-11-29 | Memorial Auditorium, Sacramento, California, Estados Unidos     |                                                                  |
| D                                                  | 64–2     | José Luis López             | RTD  | 5 (12), 3:00  | 1996-10-06 | Sports Arena, Los Ángeles, California, Estados Unidos           | WBO Welterweight World Title on the line.                        |
| G                                                  | 64–1     | Ray Collins                 | UD   | 12            | 1996-03-04 | Great Western Forum, Inglewood, California, Estados Unidos      | Retained WBO NABO Welterweight Title.                            |
| G                                                  | 63-1     | Francisco Javier Altamirano | TKO  | 8 (10), ?:??  | 1995-12-08 | Olympic Auditorium, Los Ángeles, California, Estados Unidos     |                                                                  |
| G                                                  | 62-1     | Anthony Jones               | KO   | 2 (10), ?:??  | 1995-11-04 | Caesars Palace, Las Vegas, Nevada, United States                |                                                                  |
| G                                                  | 61-1     | Manuel Rojas                | TKO  | 1 (?), 2:49   | 1995-10-09 | Auditorio Municipal, Tijuana, Baja California, México           |                                                                  |
| G                                                  | 60–1     | Genaro Léon                 | TKO  | 3 (12), ?:??  | 1995-08-07 | Tijuana, Baja California, México                                | Retained WBO NABO Welterweight Title.                            |
| G                                                  | 59-1     | Heath Todd                  | TKO  | 3 (10), ?:??  | 1995-06-19 | Olympic Auditorium, Los Ángeles, California, Estados Unidos     |                                                                  |
| G                                                  | 58-1     | Young Dick Tiger            | UD   | 10            | 1995-04-06 | Olympic Auditorium, Los Ángeles, California, Estados Unidos     |                                                                  |
| G                                                  | 57–1     | Cassius Clay Horne          | TKO  | 4 (12), ?:??  | 1995-02-16 | Olympic Auditorium, Los Ángeles, California, Estados Unidos     | Won WBO NABO Welterweight Title.                                 |
| D                                                  | 56–1     | Felix Trinidad              | TKO  | 4 (12), 2:41  | 1994-09-17 | Sports Arena, Los Ángeles, California, Estados Unidos           | IBF Welterweight World Title on the line.                        |
| G                                                  | 56–0     | Anthony Ivory               | TKO  | 9 (10), ?:??  | 1994-07-27 | Tijuana, Baja California, México                                |                                                                  |
| G                                                  | 55–0     | Jorge Vaca                  | TKO  | 2 (10), ?:??  | 1994-02-16 | Tijuana, Baja California, México                                |                                                                  |
| G                                                  | 54–0     | Floyd Williams              | KO   | 4 (10), ?:??  | 1993-12-04 | Reno-Sparks Convention Center, Reno, Nevada, Estados Unidos     |                                                                  |
| G                                                  | 53–0     | Anthony Ivory               | UD   | 10            | 1993-11-12 | Tijuana, Baja California, México                                |                                                                  |
| G                                                  | 52–0     | Griffin Goleman             | KO   | 1 (?), ?:??   | 1993-08-27 | Arco Arena, Sacramento, California, Estados Unidos              |                                                                  |
| G                                                  | 51–0     | Ricky Stoner                | TKO  | 7 (?), ?:??   | 1993-07-24 | Houston, Texas, Estados Unidos                                  |                                                                  |
| G                                                  | 50–0     | Louis Howard                | KO   | 8 (?), ?:??   | 1993-06-10 | Tijuana, Baja California, México                                |                                                                  |
| G                                                  | 49–0     | Ricky Lehman                | KO   | 3 (?), ?:??   | 1993-05-21 | Navojoa, Sonora, México                                         |                                                                  |
| G                                                  | 48–0     | David Taylor                | TKO  | 8 (?), ?:??   | 1993-03-12 | Navojoa, Sonora, México                                         |                                                                  |
| G                                                  | 47–0     | Steve Barreras              | TKO  | 2 (?), ?:??   | 1993-01-29 | Navojoa, Sonora, México                                         |                                                                  |
| G                                                  | 46-0     | William Hernández           | KO   | 1 (?), ?:??   | 1992-12-04 | Tijuana, Baja California, México                                |                                                                  |
| G                                                  | 45–0     | Oscar Ponce                 | TKO  | 7 (?), ?:??   | 1992-10-17 | Miami, Florida, Estados Unidos                                  |                                                                  |
| G                                                  | 44-0     | Luciano Torres              | KO   | 1 (10), ?:??  | 1992-08-26 | Tijuana, Baja California, México                                |                                                                  |
| G                                                  | 43–0     | Roger Turner                | MD   | 12            | 1992-06-19 | Caesars Palace, Las Vegas, Nevada, Estados Unidos               | Won NABF Welterweight Title.                                     |
| G                                                  | 42–0     | Samuel Martínez             | TKO  | 5 (12), 2:29  | 1992-05-02 | Bally's Hotel & Casino, Reno, Nevada, Estados Unidos            | Retained México Welterweight Title.                              |
| G                                                  | 41–0     | Ultiminio Martínez          | KO   | 3 (10), ?:??  | 1992-04-04 | Navojoa, Sonora, México                                         |                                                                  |
| G                                                  | 40–0     | Julian Benitez              | KO   | 1 (12), ?:??  | 1992-03-02 | Tijuana, Baja California, México                                | Retained México Welterweight Title.                              |
| G                                                  | 39–0     | Greg Dickson                | KO   | 2 (10), ?:??  | 1991-11-11 | Tijuana, Baja California, México                                |                                                                  |
| G                                                  | 38–0     | Frankie Davis               | TKO  | 4 (10), 0:27  | 1991-10-05 | Reno-Sparks Convention Center, Reno, Nevada, Estados Unidos     |                                                                  |
| G                                                  | 37–0     | José Luis Bedolla           | TKO  | 3 (12), ?:??  | 1991-08-10 | Navojoa, Sonora, México                                         | Retained México Welterweight Title.                              |
| G                                                  | 36–0     | Cassius Clay Horne          | TKO  | 2 (?), ?:??   | 1991-07-08 | Tijuana, Baja California, México                                |                                                                  |
| G                                                  | 35–0     | Jesus Cardenas              | KO   | 7 (12), ?:??  | 1991-05-24 | Estadio Ciclón Echavaria, Navojoa, Sonora, México               | Won México Welterweight Title.                                   |
| G                                                  | 34–0     | Rey Morales                 | KO   | 6 (10), ?:??  | 1991-03-08 | Navojoa, Sonora, México                                         |                                                                  |
| G                                                  | 33–0     | Roman Nunez                 | TKO  | 3 (?), ?:??   | 1991-02-04 | Tijuana, Baja California, México                                |                                                                  |
| G                                                  | 32–0     | Luis Francisco Pérez        | TKO  | 3 (?), ?:??   | 1990-12-10 | Tijuana, Baja California, México                                |                                                                  |
| G                                                  | 31–0     | Martin Quiroz               | UD   | 10            | 1990-11-24 | Navojoa, Sonora, México                                         |                                                                  |
| G                                                  | 30–0     | Victor Lozoya               | KO   | 3 (?), ?:??   | 1990-09-28 | Navojoa, Sonora, México                                         |                                                                  |
| G                                                  | 29-0     | Julian Benitez              | KO   | 8 (?), ?:??   | 1990-08-20 | Tijuana, Baja California, México                                |                                                                  |
| G                                                  | 28–0     | Martin Quiroz               | UD   | 10            | 1990-11-24 | Tijuana, Baja California, México                                |                                                                  |
| G                                                  | 27–0     | Jorge Hernández             | KO   | 2 (?), ?:??   | 1990-05-04 | Tijuana, Baja California, México                                |                                                                  |
| G                                                  | 26–0     | Manuel Ramos                | KO   | 4 (?), ?:??   | 1990-03-12 | Tijuana, Baja California, México                                |                                                                  |
| G                                                  | 25–0     | Jesus Ramírez               | KO   | 2 (?), ?:??   | 1990-02-12 | Tijuana, Baja California, México                                |                                                                  |
| G                                                  | 24–0     | Federico Renteria           | KO   | 2 (?), ?:??   | 1989-12-15 | Navojoa, Sonora, México                                         |                                                                  |
| G                                                  | 23–0     | Corona Domínguez            | KO   | 2 (?), ?:??   | 1989-10-30 | Tijuana, Baja California, México                                |                                                                  |
| G                                                  | 22–0     | Santana Yánez               | TKO  | 4 (?), ?:??   | 1989-09-29 | Navojoa, Sonora, México                                         |                                                                  |
| G                                                  | 21–0     | Martin Contreras            | TKO  | 5 (?), ?:??   | 1989-08-14 | Tijuana, Baja California, México                                |                                                                  |
| G                                                  | 20–0     | Antonio Martínez            | KO   | 3 (?), ?:??   | 1989-06-16 | Navojoa, Sonora, México                                         |                                                                  |
| G                                                  | 19–0     | Rigoberto García            | TKO  | 7 (?), ?:??   | 1989-04-24 | Tijuana, Baja California, México                                |                                                                  |
| G                                                  | 18–0     | David López                 | TKO  | 8 (10), ?:??  | 1989-04-07 | Navojoa, Sonora, México                                         |                                                                  |
| G                                                  | 17–0     | Rosario Guerrero            | KO   | 4 (?), ?:??   | 1989-03-13 | Tijuana, Baja California, México                                |                                                                  |
| G                                                  | 16–0     | David López                 | UD   | 12            | 1988-12-02 | Navojoa, Sonora, México                                         |                                                                  |
| G                                                  | 15–0     | Jose López                  | TKO  | 6 (?), ?:??   | 1988-11-07 | Tijuana, Baja California, México                                |                                                                  |
| G                                                  | 14–0     | Sergio Vacasehua            | UD   | 10            | 1988-10-14 | Navojoa, Sonora, México                                         |                                                                  |
| G                                                  | 13–0     | Luis Rodríguez              | KO   | 4 (?), ?:??   | 1988-08-22 | Tijuana, Baja California, México                                |                                                                  |
| G                                                  | 12–0     | Jose López                  | TKO  | 8 (10), ?:??  | 1988-07-11 | Tijuana, Baja California, México                                |                                                                  |
| G                                                  | 11–0     | Luis García                 | KO   | 4 (8), ?:??   | 1988-06-20 | Tijuana, Baja California, México                                |                                                                  |
| G                                                  | 10–0     | Jorge Ahumada               | KO   | 1 (?), ?:??   | 1988-04-19 | Tijuana, Baja California, México                                |                                                                  |
| G                                                  | 9–0      | Gaby Vega                   | KO   | 1 (?), ?:??   | 1988-04-01 | Navojoa, Sonora, México                                         |                                                                  |
| G                                                  | 8–0      | Heriberto Ruiz              | KO   | 2 (?), ?:??   | 1988-03-04 | Navojoa, Sonora, México                                         |                                                                  |
| G                                                  | 7–0      | Segio García                | KO   | 1 (?), ?:??   | 1988-02-19 | Navojoa, Sonora, México                                         |                                                                  |
| G                                                  | 6–0      | Sebastian Mendez            | KO   | 2 (?), ?:??   | 1988-01-10 | Navojoa, Sonora, México                                         |                                                                  |
| G                                                  | 5–0      | Paulino Gasca               | KO   | 1 (?), ?:??   | 1987-12-20 | Tijuana, Baja California, México                                |                                                                  |
| G                                                  | 4–0      | Miguel Ayala                | KO   | 1 (?), ?:??   | 1987-12-13 | Navojoa, Sonora, México                                         |                                                                  |
| G                                                  | 3–0      | Rene Flores                 | KO   | 3 (4), ?:??   | 1987-11-23 | Navojoa, Sonora, México                                         |                                                                  |
| G                                                  | 2–0      | Roberto López               | KO   | 2 (4), ?:??   | 1987-11-12 | Huatabampo, Sonora, México                                      |                                                                  |
| G                                                  | 1–0      | Gaby Vega                   | KO   | 1 (4), ?:??   | 1987-07-11 | Ciudad Obregon, Sonora, México                                  | Campas professional debut.                                       |